# ポンコツが転生したら存外最強
『ポンコツが転生したら存外最強』（ポンコツがてんせいしたらぞんがいさいきょう）は、海月れおなによる日本の漫画。ニコニコ静画内『水曜日のシリウス』（講談社）にて、2018年8月25日から2020年10月21日まで連載された。『ポンコツンデレな幼馴染』のスピンオフ作品。

## あらすじ
ポンコツな幼馴染、近藤 早菜恵としっかりものの船見 加奈の二人の女性と普通の日常を過ごしていた主人公・神田 翔太は、早菜恵のうっかりでトラックにひかれ異世界に転生してしまう。現実では厄介でしかない早菜恵のポンコツが、異世界では敵を倒す無双能力になっていた。

## 登場人物・世界

### 七勇鋭（しちゆうえい）
マルディスと戦う「放浪の民連合」の勇者。7人いたが、物語開始時点で生き残りは3人。後述の弱体化転生術により、現実世界の3人が転生する。
神田 翔太（かんだ しょうた）
本作の主人公。ツッコミ役。異世界で「絶対防御」（アブソリュードディフェンス）の能力を得る。
近藤 早菜恵（こんどう さなえ）
本作のヒロインで翔太の幼馴染。破壊的なポンコツ体質かつツンデレ。異世界で「ポンコツ無双」の能力を得る。
船見 加奈（ふなみ かな）
早菜恵と翔太の友人。引っ込み思案のしっかりした性格。巨乳。異世界で「癒やしの胸部（ヒーリングバスト）」の能力を得る。

### 譲の国
翔太たちが転生した異世界。
チルミ
元七勇鋭の御者。チビット族で見た目幼いが、34歳。
廻王マルディス（かいおうマルディス）
翔太たちの転生した譲の国の悪の親玉。

## 用語解説
弱体化転生術
廻王マルディスが仕掛けた、「頭の弱い死に方」をした別次元の精神と肉体を入れ替える術で、翔太たちが譲の国に来ることになった原因。
チビット族
成人しても子供のように見える種族。手先が器用。
ポンコツ無双
早菜恵の能力。超絶パワーで敵を圧倒する大技だが、ポンコツ行動が発動条件であり、狙って発動できない（さらに早菜恵の無駄にツンデレな性格が発動を困難にしている）
クシャッガン
くしゃみで相手を粉々にする。
異世界割り
転んだはずみで相手を地割れに突き落とす。
水キリング
平らな石を水に投げて遠くに飛ばす要領で水面を腹ばいで移動し、そのまま相手を切り裂く。
絶対防御
翔太の能力。どんな攻撃も防御回避し、さらに受けた攻撃をそのまま跳ね返す。
なお防御は前方のみ（死角の背中は無防備）で、本人の攻撃はマイナス（攻撃しようとすると本人にダメージ）
癒やしの胸部
加奈の能力。その巨乳に体が触れれば、翔太限定であらゆる病気や怪我、さらには死亡の蘇生まで可能。
後に翔太が他の者と接触することにより間接的に治癒できることが発見された。

## 書誌情報
- 海月れおな 『ポンコツが転生したら存外最強』 講談社〈KCデラックス〉、全5巻
  1. 2019年2月8日発売、ISBN 978-4-06-514626-2
  2. 2019年7月9日発売、ISBN 978-4-06-516298-9
  3. 2019年12月4日発売、ISBN 978-4-06-518030-3
  4. 2020年5月8日発売、ISBN 978-4-06-519426-3
  5. 2020年12月9日発売、ISBN 978-4-06-521787-0